# Cataglyphis lividus
Cataglyphis lividus är en myrart som först beskrevs av Andre 1881.  Cataglyphis lividus ingår i släktet Cataglyphis och familjen myror.

## Underarter
Arten delas in i följande underarter:
- C. l. bulgaricus
- C. l. lividus
- C. l. luteus